# Padrão internacional de danças de salão
O padrão internacional de dança é o conjunto de níveis de dança, programas de passos e, estilos de dança que fazem parte das competições internacionais de danças salão, classificadas pela entidade Conselho Mundial de Dança. O Dancesport (em portugues Dança Esportiva) é o termo oficial que representa a Dança de Salão como um esporte competitivo em nível amador e profissional.

## Danças esportivas
A dança esportiva ou dança competitiva nos campeonatos internacionais é chamada de dancesport, que é o contrário da Dança Social e Dança de Exibição. Dancesport é formada por dois tipos: a International Style (standard e latin) e, a American Style (smooth e rhythm).
Dancesport também é formada por outros tipos "alternativos" de danças, que incluem: rock, hiphop, salsa, wheelchair, showdance, formation, country western, boogie-woogi, cheerleading.

### International Style
O Estilo Internacional (do inglês International Style ou International Ballroom) é uma categoria nas competições internacionais de dança de salão diferente do American Style. O International Style é dividido em dois tipos: o International Latin e o International Standard (antigamente chamado Modern Style); sendo cinco danças do tipo Standard e cinco danças do tipo Latin, que foram definidas pelo Conselho Mundial de Dança (WDC), (1) padrão: Valsa, Tango, valsa vienense (técnica austríaca e alemã), slow-foxtrot, quickstep; (2) latina: ChaChaCha, Samba, Rumba, Pasodoble, Jive.
International Standard
O subconjunto Padrão internacional (International Standard ou Smooth American), uma categoria de danças de salão competitivas do tipo internacional formado por: valsa (anteriormente chamada "valsa inglesa" e "valsa lenta"), tango, slow-foxtrot, quickstep e, valsa vienense.
O tempo da música que é tocada em todas as etapas dos testes e competições reconhecidas pelo Conselho Mundial de Dança:
- Valsa (slow-waltz ou english-waltz): 90 bpm e métrica 3
4;[6][7]
- Tango: 31 bpm, tempo 3
4
- Valsa vienense: 58 bpm,[5]  tempo . Na europa, a valsa vienense é conhecida simplesmente como valsa, enquanto no mundo a valsa é reconhecida como valsa inglesa ou valsa lenta.
- Foxtrot: 28 bpm.
- Quickstep: 50 bpm.

International Latin
O subconjunto Latino internacional (International Latin ou Lantin American), uma categoria de danças de salão competitivas do tipo internacional formado por: samba, cha-cha-cha, rumba, pasodoble e, jive.
O tempo da música que é tocada em todas as etapas dos testes e competições reconhecidas pelo Conselho Mundial de Dança:
- Cha-cha-cha: 30 batidas por minuto;
- Samba: 48 bpm;
- Rumba: 104 bpm e métrica 4
4;[8]
- Paso Doble: 56 bpm
- Jive: 42 bpm.

### American Style
O Estilo Americano (do inglês American Style) é dividido em dois tipos: o American Smooth e o American Rhythm; sendo quatro danças do tipo Smooth e cinco danças do tipo Rhythm, que foram definidas pelo Conselho Mundial de Dança (WDC), (1) smooth: valsa, tango, foxtrot, valsa viennese; (2) rhythm: chaChaCha, rumba, eastern-swing, bolero, mambo.
Uma categoria de danças em competições de salão de estilo americano, que inclui cha-cha-cha, rumba, swing leste, bolero e mambo.  Às vezes pode incluir samba e swing oeste. Esta categoria corresponde as vezes à categoria latina de salão de estilo internacional .
American Smooth uma categoria de danças em competições de American Style Ballroom (nos Estados Unidos e Canada), que inclui valsa (28–30 compassos por minuto; 30–32 barras por minuto para Bronze), tango (30 compassos por minuto; 30–32 barras por minuto para Bronze), foxtrot (30 compassos por minuto; 32–34 barras por minuto para Bronze) e, valsa vienense (53–54 compassos por minuto; 54 barras por minuto para Bronze). Anteriormente, peabody também foi incluído.
Esta categoria corresponde as vezes à categoria standart DanceSport de salão de estilo internacional. No entanto, o Smooth difere do Standard na inclusão de figuras abertas e separadas, enquanto o Standard faz uso apenas de posições fechadas.
American Smooth
O subconjunto Americano Suave  (American Smooth), uma categoria de danças de salão competitivas do tipo americana formado por: valsa lenta, tango, foxtrot e, valsa vienense.
- Valsa: 30 batidas por minuto;
- Tango: 60 bpm;
- Foxtrot: 30 bpm;
- Valsa vienense: 53 bpm.

American Rhythm
O subconjunto Americano Ritimado (American Rhythm), uma categoria de danças de salão competitivas do tipo americana formado por:: rumba, east swing, bolero e, mambo.
- Rumba: 30–32 bpm;
- East-swing: 36 bpm;
- Bolero: 24 bpm;
- Mambo: 47 bpm.

## Teste de dança
O teste de dança completo foi preparado por uma organização internacional, a Sociedade Imperial de Professores de Dança (do inglês: Imperial Society of Teachers of Dancing, ISTD), conselho internacional de ensino de dança estabelecida em 1904 sediado na cidade inglesa de Londres. Este teste internacional é formado pelas seguintes etapas:
Testes introdutórios
- Teste Sub 6 (Under 6 Test) 1, 2, 3, 4;
- Sub 8 (Under 8 Test) 1, 2, 3, 4;
- De Dança Social (Social Dance Test) 1, 2, 3, 4;Formação Fundamental[12]
- Teste Nível Pré-Bronze (1, 2, 3 e, 4): são testes que podem ser realizadas por qualquer idade e em qualquer dança da lista, onde a dança apresenta conhecimento técnico básico;
- Bronze 1 (Bronze 2 - suplementar): é um exame técnico onde a pessoa deve apresentar rigor técnico como: colocação dos pés, ação rítmica, postura correcta, transporte de peso e, apresentar característica da dança. Uma sequência ou qualquer ritmo da lista, com tempo máximo 2 minutos e ½, ou seja, dança de salão/latim/sequência;

- Prata (Silver): é continuação do bronze com maior nível de precisão técnica e desempenho, sendo é formado por três danças. Uma sequência de no mínimo dois ritmos, com tempo máximo 2 minutos e ½, por exemplo Valsa e Quickstep; Rumba e Jive;

- Ouro (Gold): este teste completa a formação fundamental do dançarino (com todas as bases do rigor técnico), sendo é formado por quatro danças, com tempo máximo 3 minutos

Prêmios superiores
- Estrelas Douradas 1, 2, 3 (Gold Stars): este prêmio é formado por 5 danças, com uma alta precisão técnica, estilo e expressão do ritmo.[15] Deve apresentar a progressão gradual em direção ao Supremo Award. Nos primeiros vinte segundos de cada rotina, três figuras do programa devem ser apresentadas, em Estrela Dourada 1 são 3 figuras do programa de bronze; em Estrela Dourada 2 são 3 figuras da prata; em Estrela Dourada 3 são 3 figuras do ouro;
- Prêmio Supremo (Supreme Award): o maior prêmio, com máxima precisão técnica e expressão do ritmo. O supremo é formado por 5 danças.

Prêmios suplementares
- Prêmio Imperial de Dança 1, 2, 3 (Imperial Dance Awards): são prêmios opcionais que seguem a Estrela Dourada e, possuem o mesmo intervalo de tempo entre testes. Este prêmio é formado por 5 danças.
- Prêmio Anual (Annual Award): premiação que incentiva os candidatos a manter um padrão de dança supremo. Este ocorre duas vezes ao ano.

## Syllabus
Cada ritmo possui um syllabus, que é o conjunto formado pelos principais passos de danças do ritmo; que foram classificado neste formato por uma organização internacional, a Sociedade Imperial de Professores de Dança (ISTD). É o programa de dança oficial divididos em níveis usado nas competições internacionais de dança, muito usado nas escolas de dança da Europa.
O syllabus ISTD nas competições são divididos nos níveis Bronze, Prata (Silver) e, Ouro (Gold) – em alguns casos os níveis podem ser divididos em subníveis como Bronze 1 (básico), 2 (intermediário), 3 (completo). E também existem os subníveis nos níveis superiores, como o Gold Stars, Imperial Awards, Supreme Award, onde é necessário ter o domínio das cinco danças (latinas ou clássicas).

### Programa da valsa
Syllabus de passos oficiais da valsa (ou english waltz ou standard waltz) por sociedade ISTD:

#### Bronze
PRÉ-BRONZE
A etapa pré-bronze faz parte do programa bronze.
1. Closed changes[23]
2. Descolamento giratório natural e reverso (normal e reverse turn)[24] Quando é feito para a direita no salão é chamado de forma natural (fácil), onde a dupla faz uma rotação juntos à direita; é mais fácil para o parceiro passar pelo condutor porque ele já está parcialmente fora do caminho. O sentido inverso/reverso é o deslocamento giratório à esquerda, que pode resultar em pés emaranhados se não estiver em sincronia.[25]
3. Whisk[26]
4. Chassé from promenade[27]

Bronze
1. Impetus fechado[28]
2. Hesitation change
3. Outside change
4. Reverse corte
5. Back whisk
6. Basic weave
7. Double reverse spin
8. Reverse pivot
9. Backward-lock
10. Progressive chassé to right

#### Prata
1. Passeio weave (weave promenade position)
2. Telemark fechado (close)
3. Telemark aberto e cross hesitation
4. Telemark aberto (open) e asa
5. Impetus aberto e cross hesitation
6. Impetus aberto e asa
7. Outside spin
8. Turning lock

xx. Drag hesitation

#### Ouro
1. Whisk esquerdo
2. Contra check
3. Asa fechada (close)
4. Turning lock para direita
5. Fallaway reverso e slip pivot
6. Hover corte

xx. Fallaway whisk

### Programa da rumba
Sylabus de passos principais e oficiais da rumba:

#### Bronze
BRONZE 1
1. Movimentos básicos (fechado, aberto, in place e, alternativo)
2. Cucarachas
3. New York para esquerda/direita (to R & L position)
4. Giros spot para esquerda/direita: a. Giro spot; b. Giro underarm; switch

BRONZE 2
1. Shoulder to Shoulder (To Left and Right Side Position)
2. Hand to Hand (To Right and Left Side Position)
3. Progressive Walks Forward or Back
4. Side Steps (To Left or Right)
5. Cuban Rocks

BRONZE 3
1. Fan
2. Alemana
3. Hockey Stick
4. Natural Top
5. Opening Out to Right and Left
6. Natural Opening Out Movement
7. Closed Hip Twist

### Prata
1. Open Hip Twist
2. Reverse Top
3. Opening Out from Reverse Top
4. Aida
5. Spiral Turns (Spiral, Curl and Rope Spinning); a. Spiral; b. Curl; c. Rope Spinning

### Ouro
1. Sliding Doors
2. Fencing
3. Three Threes
4. Three Alemanas
5. Hip Twists (Advanced, Continuous and Circular); a. Advanced Hip Twists; b. Continuous Hip Twists; c. Circular Hip Twists

### Programa do chacha
Sylabus de passos principais e oficiais do chacha:

#### Bronze
BRONZE 1
1. Basic Movement; a. Closed Basic Movement; b. Open Basic Movement; c. Alternative Basic Movement; d. Basic Movement in Place
2. New York (To Left or Right Side Position)
3. Turns; a. Spot Turns to Left & Right; b. Underarm Turns to Left & Right

BRONZE 2
1. Shoulder to Shoulder (To Left and Right Side Position)
2. Hand to Hand (To Right and Left Side Position)
3. Three Cha Cha Chas (Forward or Back)
4. There and Back
5. Time Steps

BRONZE 3
1. Fan
2. Alemana
3. Hockey Stick
4. Natural Top
5. Natural Opening Out Movement
6. Closed Hip Twist

### Prata
1. Open Hip Twist
2. Reverse Top
3. Opening Out from Reverse Top
4. Aida
5. Spiral Turns (Spiral, Curl and Rope Spinning)
6. Cross Basic
7. Cuban Breaks (including split Cuban Breaks)
8. Chase

### Ouro
1. Advanced Hip Twist
2. Hip Twist Spiral
3. Turkish Towel
4. Sweetheart
5. Follow My Leader
6. Foot Changes

### Programa do quickstep
Sylabus de passos principais e oficiais do quickstep:

#### Bronze
Pré-bronze
1. Quarter Turn to R
2. Natural Turn
3. Natural Turn with Hesitation
4. Natural Pivot Turn
5. Natural Spin Turn
6. Progressive Chassé
7. Chassé Reverse Turn
8. Forward Lock

BRONZE
1. Closed Impetus
2. Backward Lock
3. Reverse Pivot
4. Progressive Chassé to R
5. Tipple Chassé to R
6. Running Finish
7. Natural Turn and Back Lock
8. Double Reverse Spin

#### Prata
1. Quick Open Reverse
2. Fishtail
3. Running Right Turn
4. Four Quick Run
5. V6
6. Closed Telemark

#### Ouro
1. Cross Swivel
2. Six Quick Run
3. Rumba Cross
4. Tipsy to R or L
5. Hover Corté

### Programa do tango
Sylabus de passos principais e oficiais do tango:

#### Bronze
Pré-bronze
1. Walk
2. Progressive Side Step
3. Progressive Link
4. Closed Promenade
5. Rock Turn
6. Open Reverse Turn, Partner Outside
7. Back Corté

BRONZE
1. Open Reverse Turn, Partner in Line
2. Progressive Side Step Reverse Turn
3. Open Promenade
4. LF and RF Rocks
5. Natural Twist Turn
6. Natural Promenade Turn

#### Prata
1. Promenade Link
2. Four Step
3. Back Open Promenade
4. Outside Swivels
5. Fallaway Promenade
6. Four Step Change
7. Brush Tap

#### Ouro
1. Fallaway Four Step
2. Oversway
3. Basic Reverse Turn
4. The Chase
5. Fallaway Reverse and Slip Pivot
6. Five Step
7. Contra Check

### Programa do foxtrot
Sylabus de passos principais e oficiais do foxtrot:

#### Bronze
Pré-bronze
1. Walk
2. Progressive Side Step
3. Progressive Link
4. Closed Promenade
5. Rock Turn
6. Open Reverse Turn, Partner Outside
7. Back Corté

BRONZE 2
1. Natural Weave
2. Change of Direction
3. Basic Weave

#### Prata
1. Closed Telemark
2. Open Telemark and Feather Ending
3. Top Spin
4. Hover Feather
5. Hover Telemark
6. Natural Telemark
7. Hover Cross
8. Open Telemark, Natural Turn, Outside Swivel, Feather Ending
9. Open Impetus
10. Weave from PP
11. Reverse Wave

#### Ouro
1. Natural Twist Turn
2. Curved Feather to Back Feather
3. Natural Zig-Zag from PP
4. Fallaway Reverse and Slip Pivot
5. Natural Hover Telemark
6. Bounce Fallaway with Weave Ending

### Programa do samba
O sylabus de passos principais e oficiais do samba:

#### Bronze
Bronze 1
1. Movimentos básicos (Natural, Reverso/Reverse, Lateral/Side e, Progressivo)
2. Whisks (com giro da Dama Underarm Turn ou Lady UAT R&L)[36]
3. Caminhadas (Passeio/Promenade, Lateral/Side e, Estacionário/Stationary)
4. Quicada/Rhythm Bounce

Bronze 2
1. Volta Movements
2. Travelling Bota Fogos Forward
3. Criss Cross Bota Fogos (Shadow Botafogos)
4. Travelling Bota Fogos Back
5. Bota Fogos to Promenade e Counter Promenade Position

Bronze 3
1. Criss Cross Volta
2. Solo Spot Voltas
3. Foot Changes
4. Shadow Travelling Volta
5. Reverse Turn
6. Corta Jaca
7. Closed Rocks

#### Prata
1. Open Rocks
2. Back Rocks
3. Plait
4. Rolling off the Arm
5. Argentine Crosses
6. Maypole
7. Shadow Circular Volta

#### Ouro
1. Contra Bota Fogos
2. Roundabout
3. Natural Roll
4. Reverse Roll
5. Promenade e Counter Promenade Runs
6. Three Step Turn
7. Samba Locks
8. Cruzados Walks and Locks

### Programa do pasodoble
Sylabus de passos principais e oficiais do pasodoble:

#### Bronze
Bronze 1
1. Sur Place
Basic Movement
2. Chasses to Right or Left (including Elevations)
3. Drag

Bronze 2
1. Deplacement (also Attack)
2. Promenade Link (also Promenade Close)
3. Promenade
4. Ecart (Fallaway Whisk)
5. Separation
6. Separation with Lady’s Caping Walks

Bronze 3
1. Fallaway Ending to Separation
2. Huit
3. Sixteen
4. Promenade and Counter Promenade
5. Grand Circle
6. Open Telemark

#### Prata
1. La Passe
2. Banderillas
3. Twist Turn
4. Fallaway Reverse Turn
5. Coup de Pique
6. Left Foot Variation
7. Spanish Lines
8. Flamenco Taps

#### Ouro
1. Syncopated Separation
2. Travelling Spins from Promenade Position
3. Travelling Spins from Counter Promenade Position
4. Fregolina (also Farol)
5. Twists30. Chasse Cape (including Outside Turn)

### Programa do jive
Sylabus de passos principais e oficiais do jive:

#### Bronze
Pré-bronze
1. Basic in Place
2. Fallaway Rock
3. Fallaway Throwaway
4. Link
5. Change of Places Right to Left
6. Change of Places Left to Right
7. Change of Hands behind the Back
8. Hip Bump (Left Shoulder Shove)

BRONZE
1. American Spin
2. Walks
3. Stop and Go
4. Mooch
5. Whip
6. Whip Throwaway

#### Prata
1. Reverse Whip
2. Windmill
3. Spanish Arms
4. Rolling off the Arm
5. Simple Spin
6. Miami Special

#### Ouro
1. Curly Whip
2. Shoulder Spin
3. Toe Heel Swivels
4. Chugging
5. Chicken Walks
6. Catapult
vStalking Walks, Flicks and Break